# Oldřich Hlavsa
Oldřich Hlavsa (1. listopadu 1889 Rybná nad Zdobnicí – 11. února 1936 Praha) byl český akademický malíř.

## Životopis
Narodil se jako nejmladší ze šesti dětí v rodině chudého chalupníka v Německé Rybné (dnes Rybná nad Zdobnicí). Po skončení obecné školy odešel do Žamberka, kde se učil číšníkem. Ve volných chvilkách se věnoval své zálibě, malování.
Ve Vídni, kam Oldřich Hlavsa odešel na vandr, se mu dostalo prvního metodického vedení na speciálním kurzu kreslení. S malými úsporami odešel na Akademii výtvarného umění do Mnichova, kde působil v letech 1910–1913, studia dokončil na Pražské Akademii. Byl žákem profesorů Františka Ženíška a Vojtěcha Hynaise (1914, 1920–1923). Po 1. světové válce, kterou prožil v Rusku jako legionář, žil střídavě v Praze, Německé Rybné a Vamberku. Fara v Německé Rybné se stala jeho druhým domovem a farář Jan Selichar jeho druhým otcem a přítelem. Ten jej také při všech studiích finančně podporoval.
Náměty ke svým obrazům Oldřich Hlavsa čerpal především z rodného kraje a patřil do okruhu tzv. rybenské skupiny malířů. Byl výborným portrétistou, avšak v jeho díle převažuje tvorba krajinářská. Byl malířem lyrických náladových krajinek Orlického podhůří. Část jeho tvorby je umístěna v místní obrazárně v Síni Oldřicha Hlavsy, která byla otevřena veřejnosti 26. července 1986.
Oldřich Hlavsa je pohřben na hřbitově ve Vamberku.

## Galerie

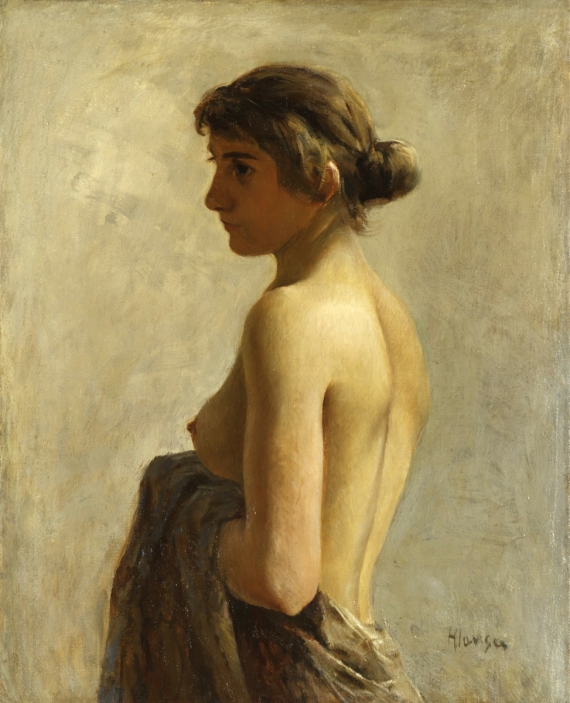
Oldřich Hlavsa Půlakt
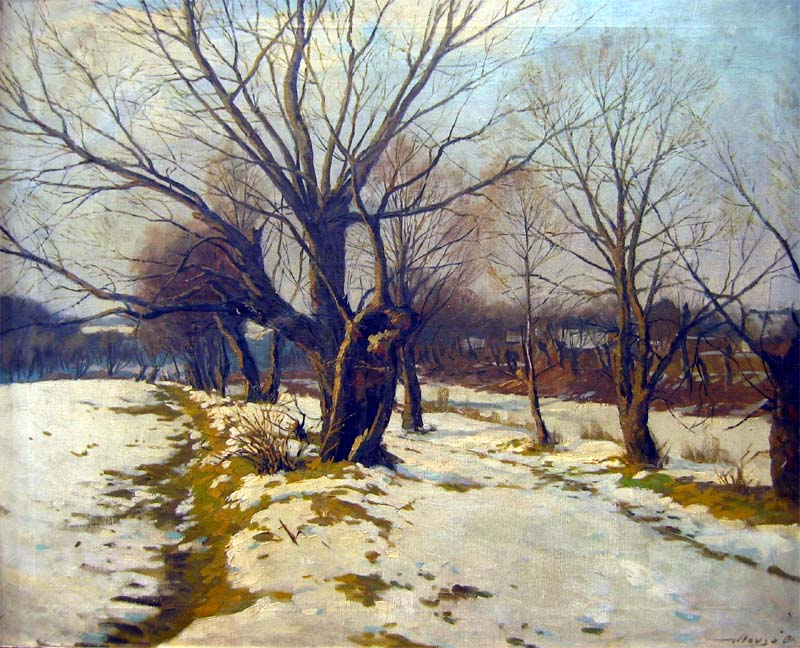
Oldřich Hlavsa Předjaří
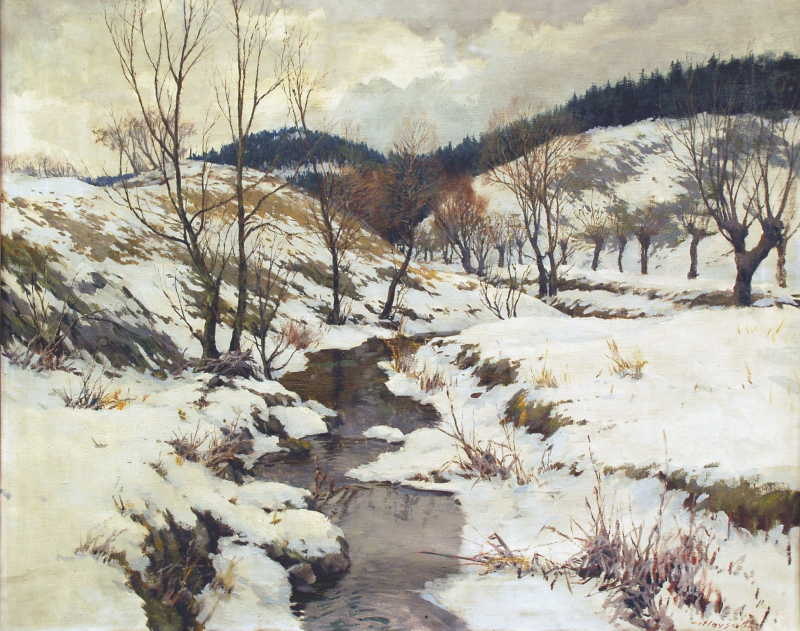
Oldřich Hlavsa Zimní krajina s potokem
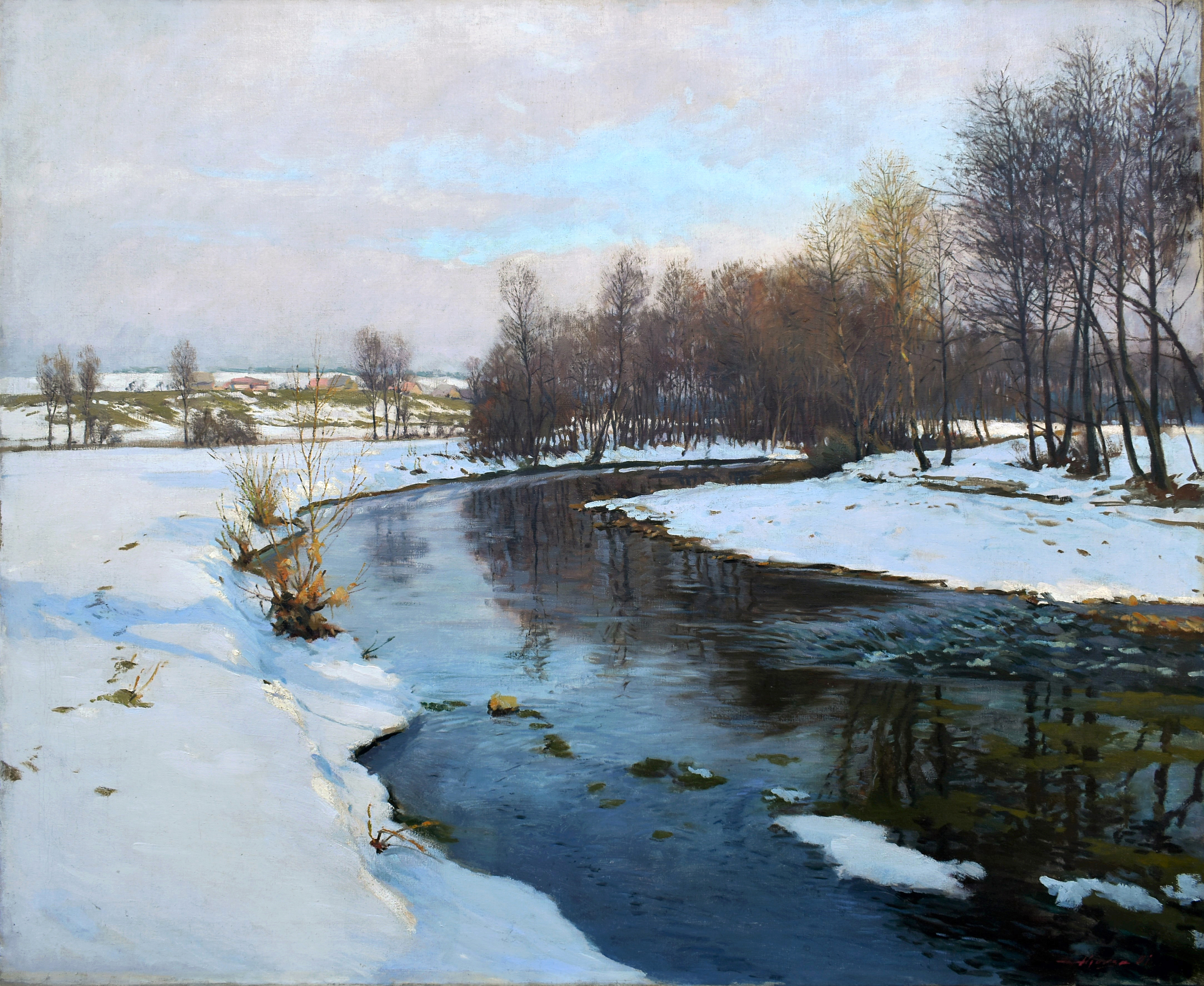
Oldřich Hlavsa Zimní řeka
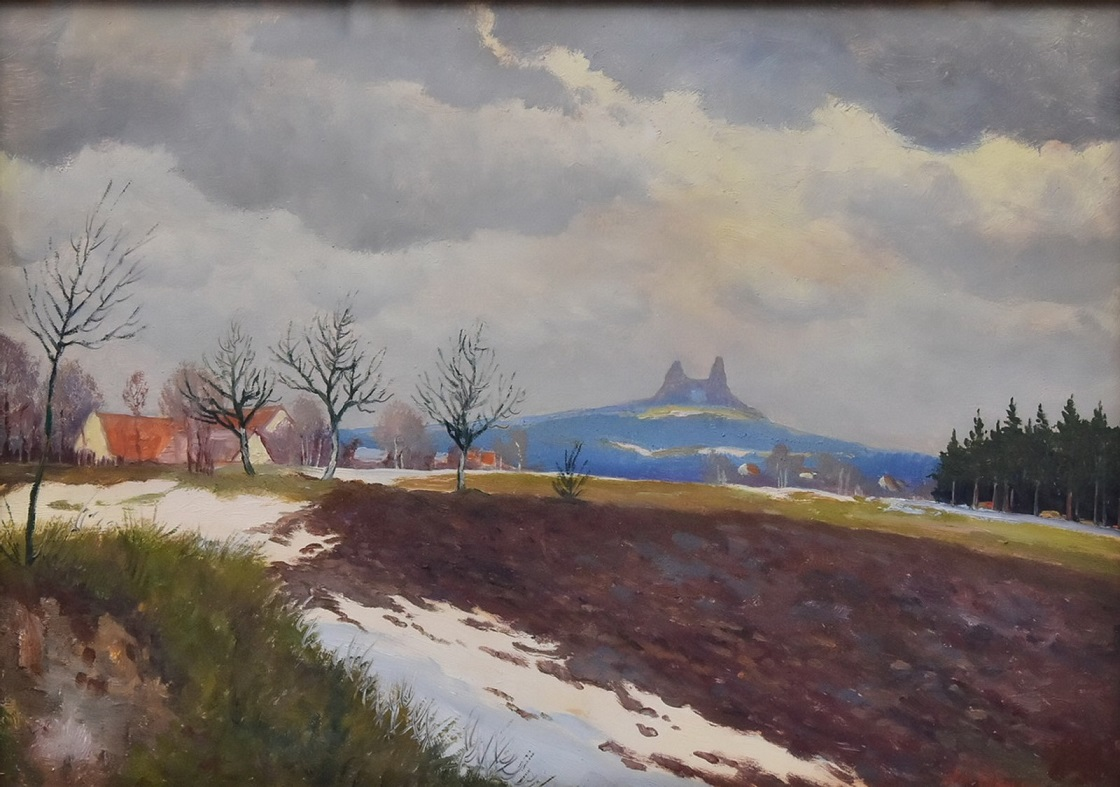
Oldřich Hlavsa Pohled k Troskám
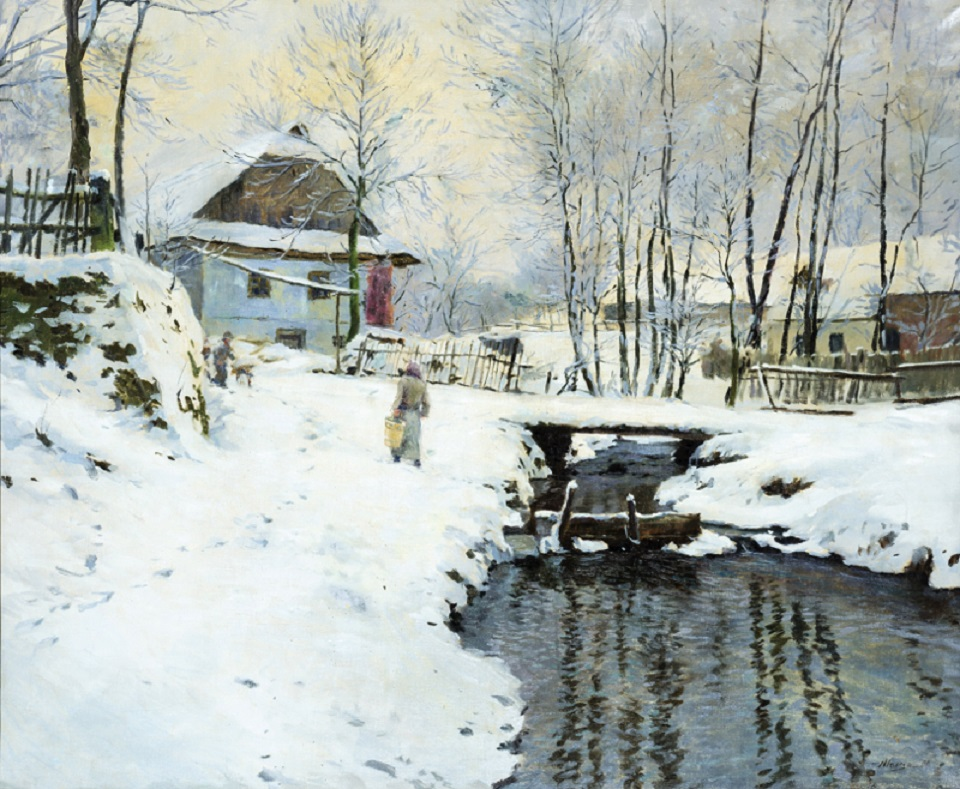
Oldřich Hlavsa V zimě u potoka
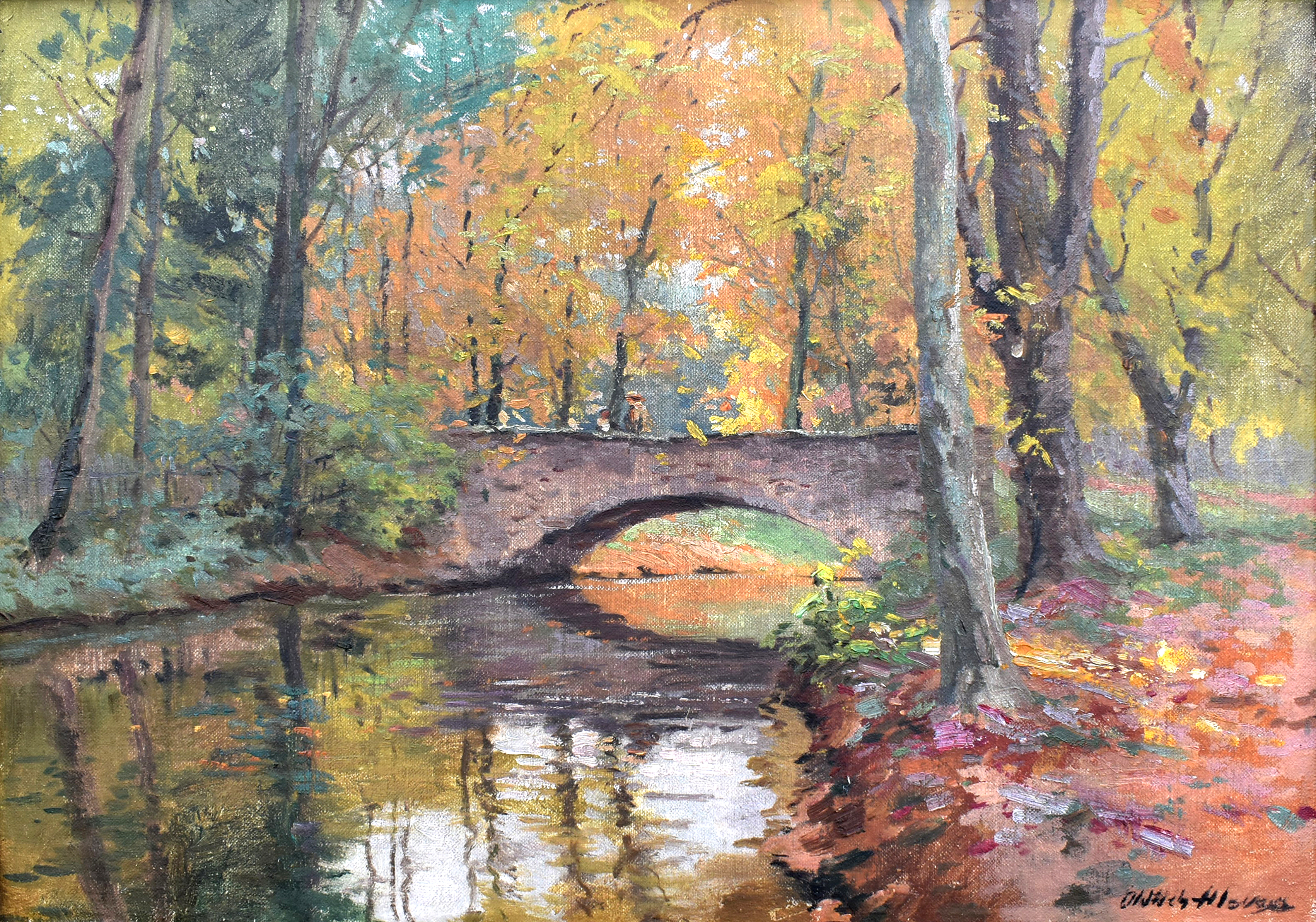
Oldřich Hlavsa Most přes Zdobnici u Pěčína
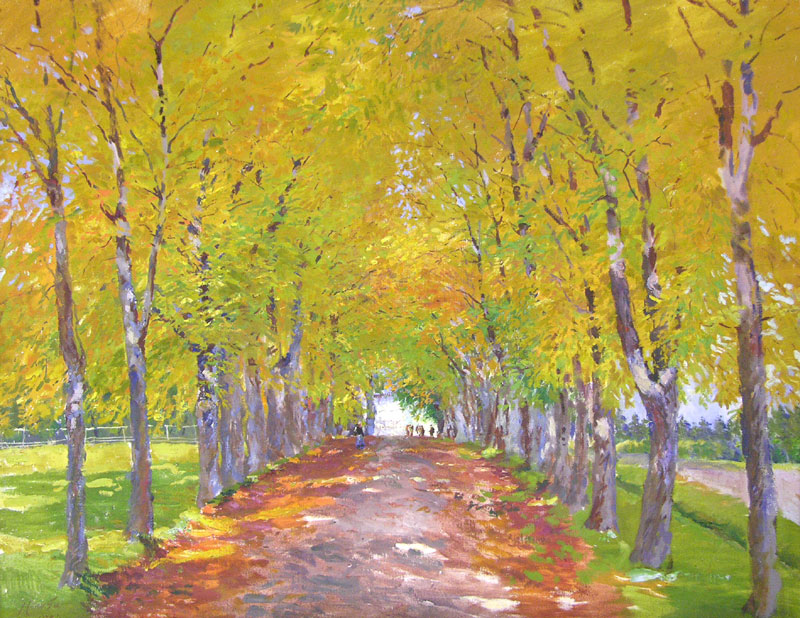
Oldřich Hlavsa Podzimní nálada
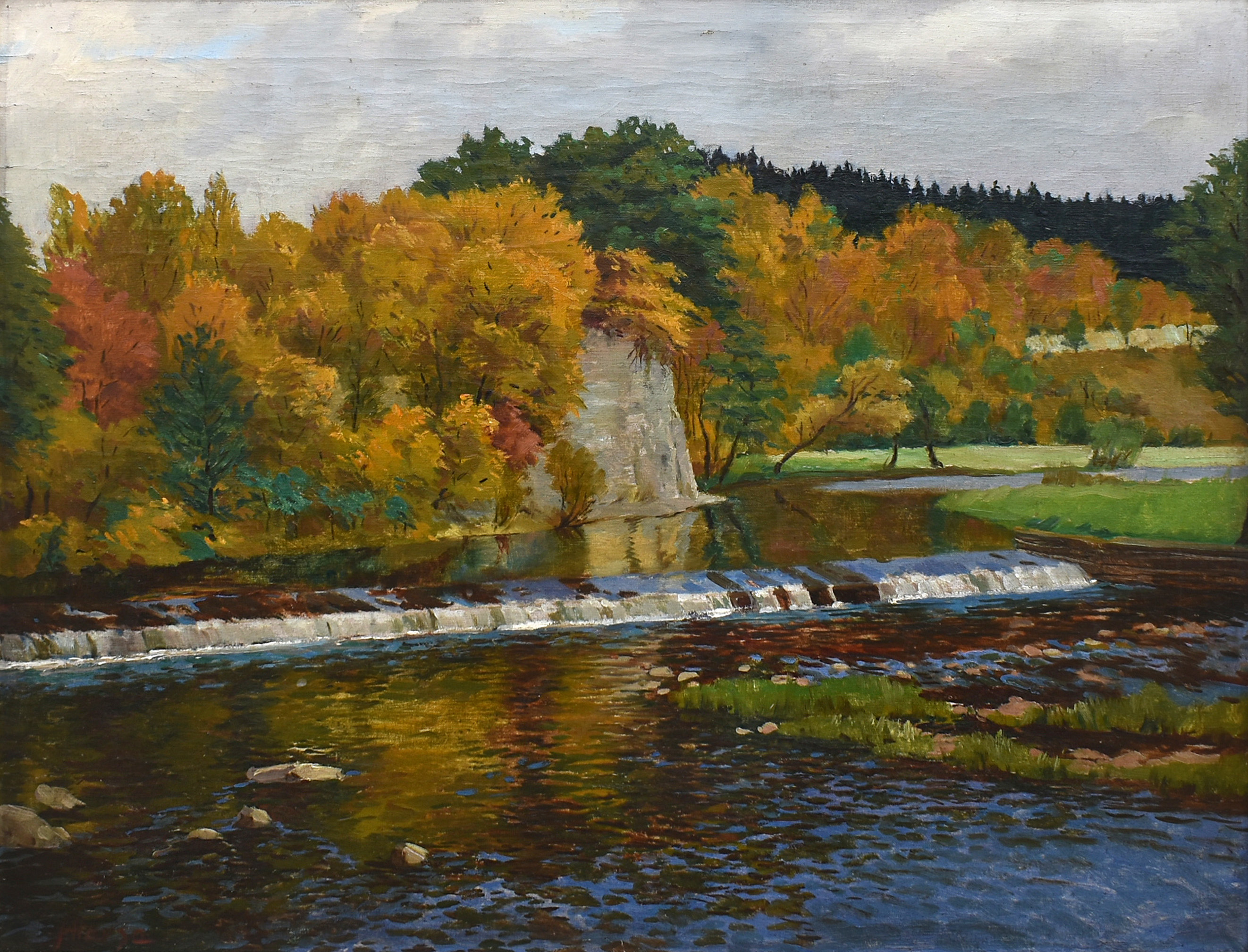
Oldřich Hlavsa - Jez na řece.
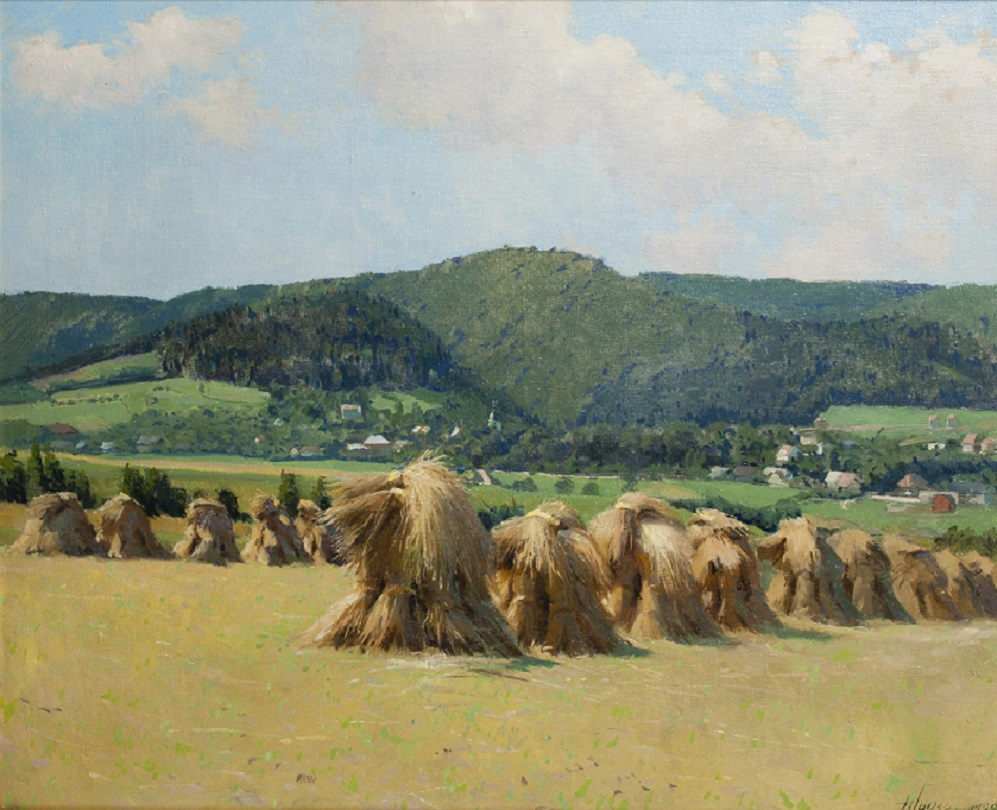
Oldřich Hlavsa Krajina se snopy
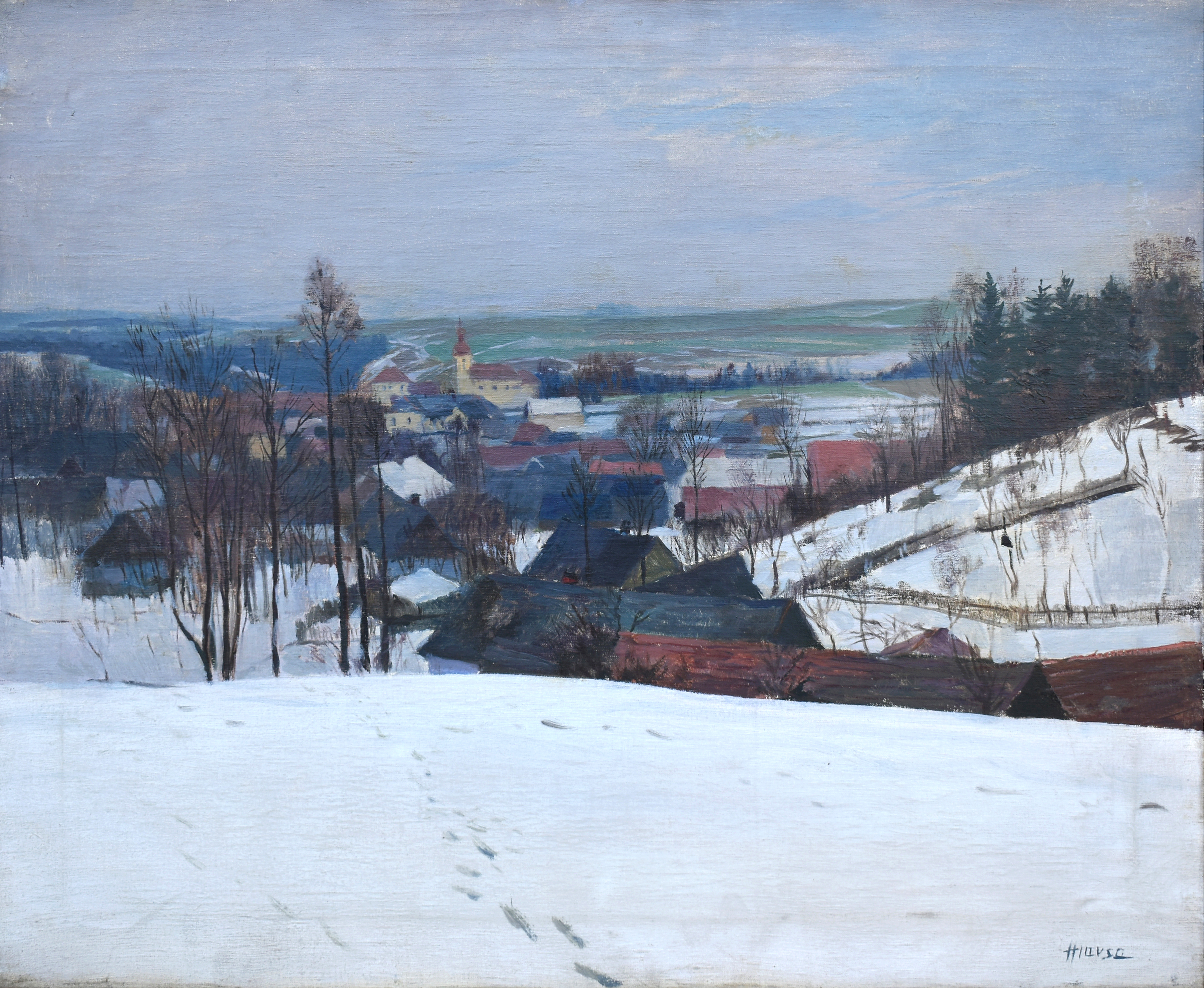
Oldřich Hlavsa - Rybná nad Zdobnicí
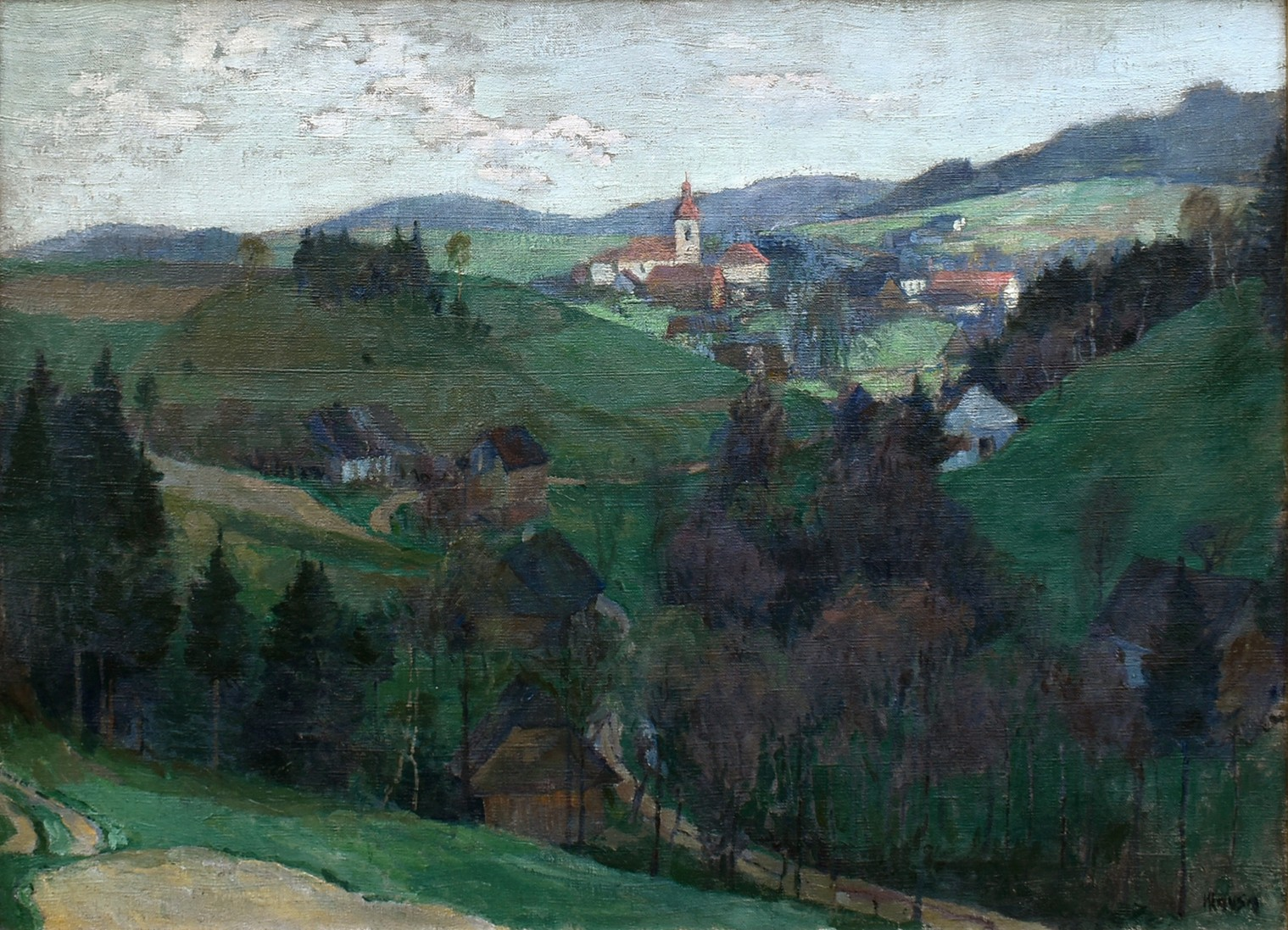
Oldřich Hlavsa - Rybná
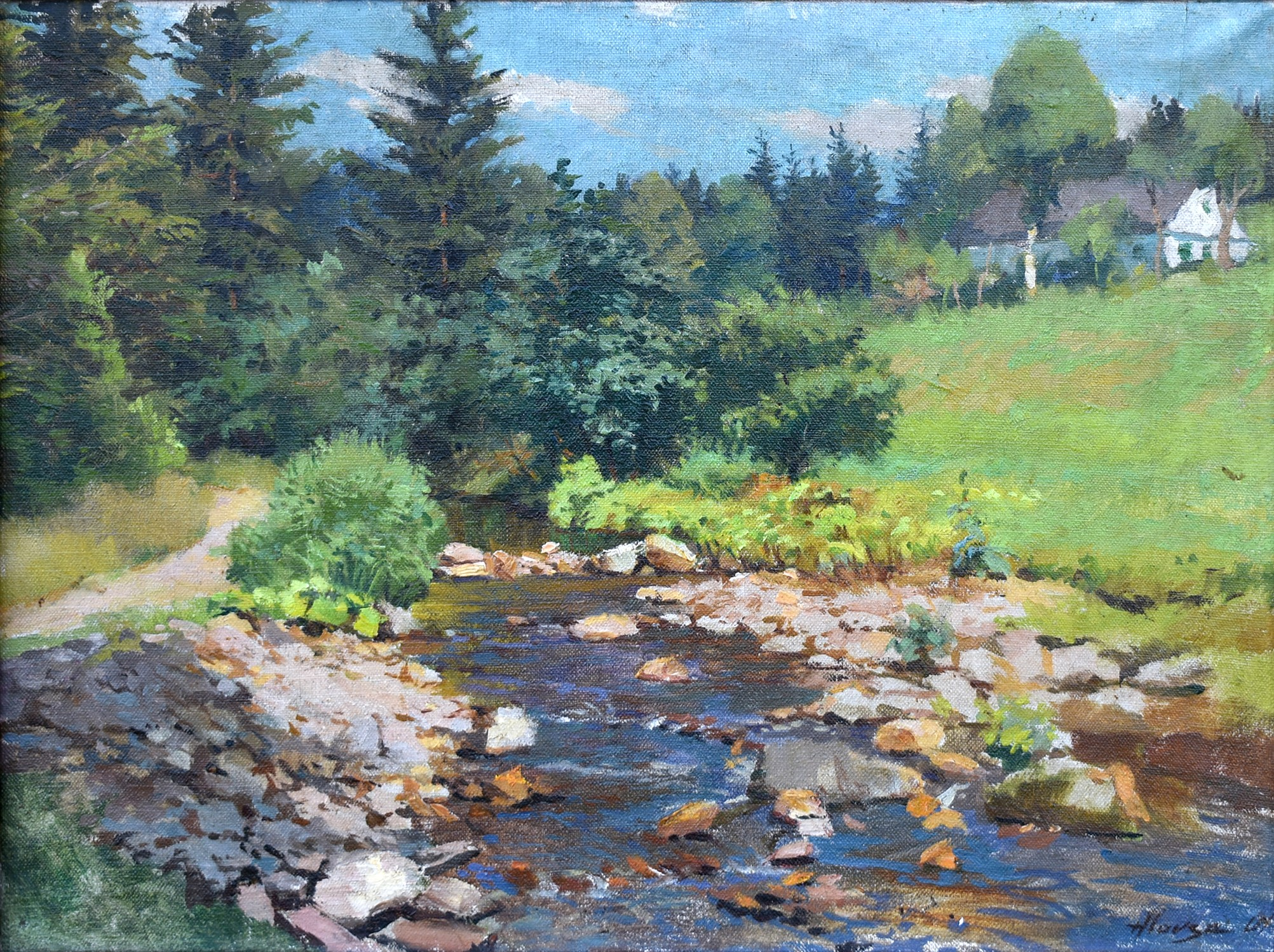
Oldřich Hlavsa - Zdobnice
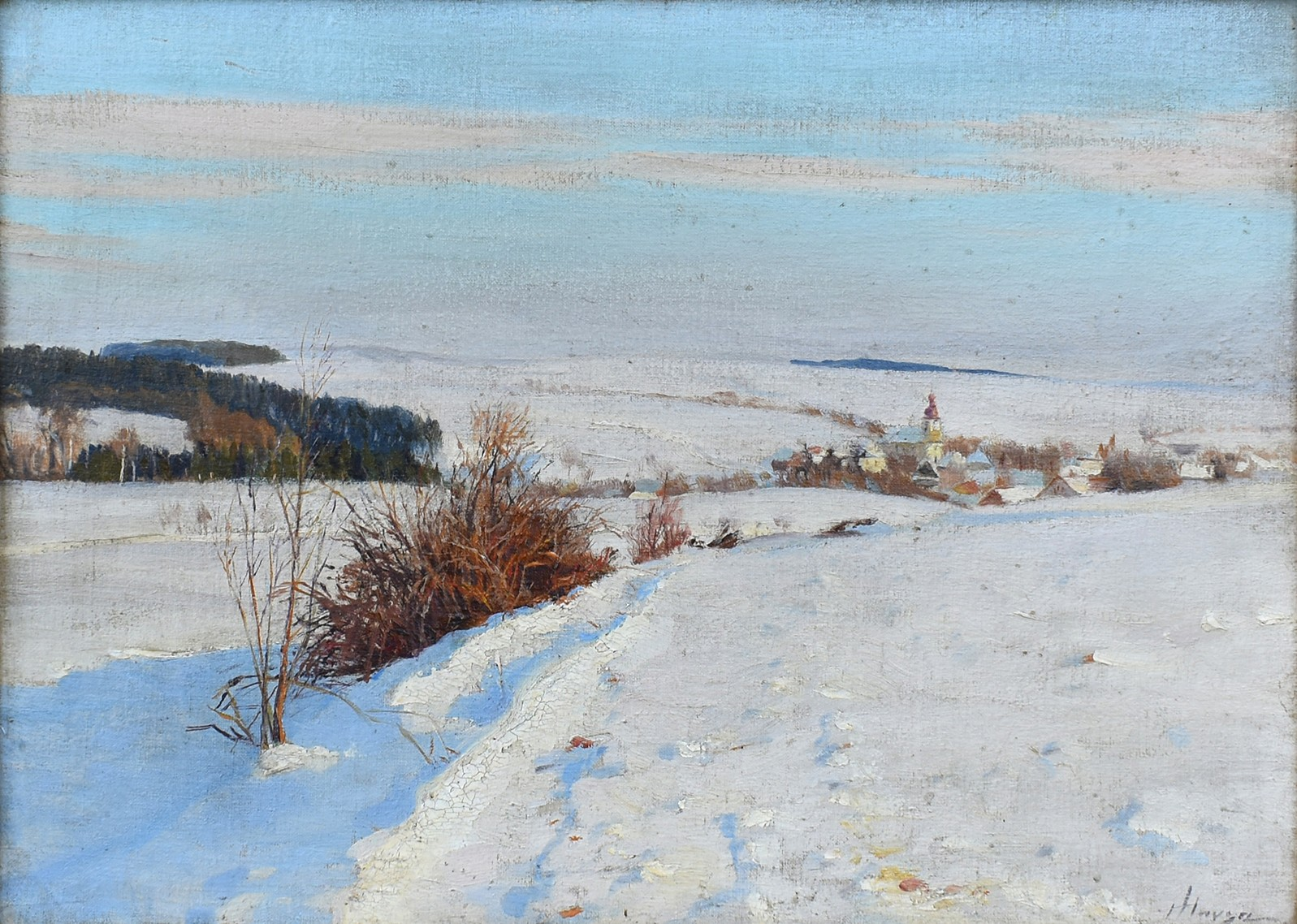
Oldřich Hlavsa - Rybná nad Zdobnicí v zimě
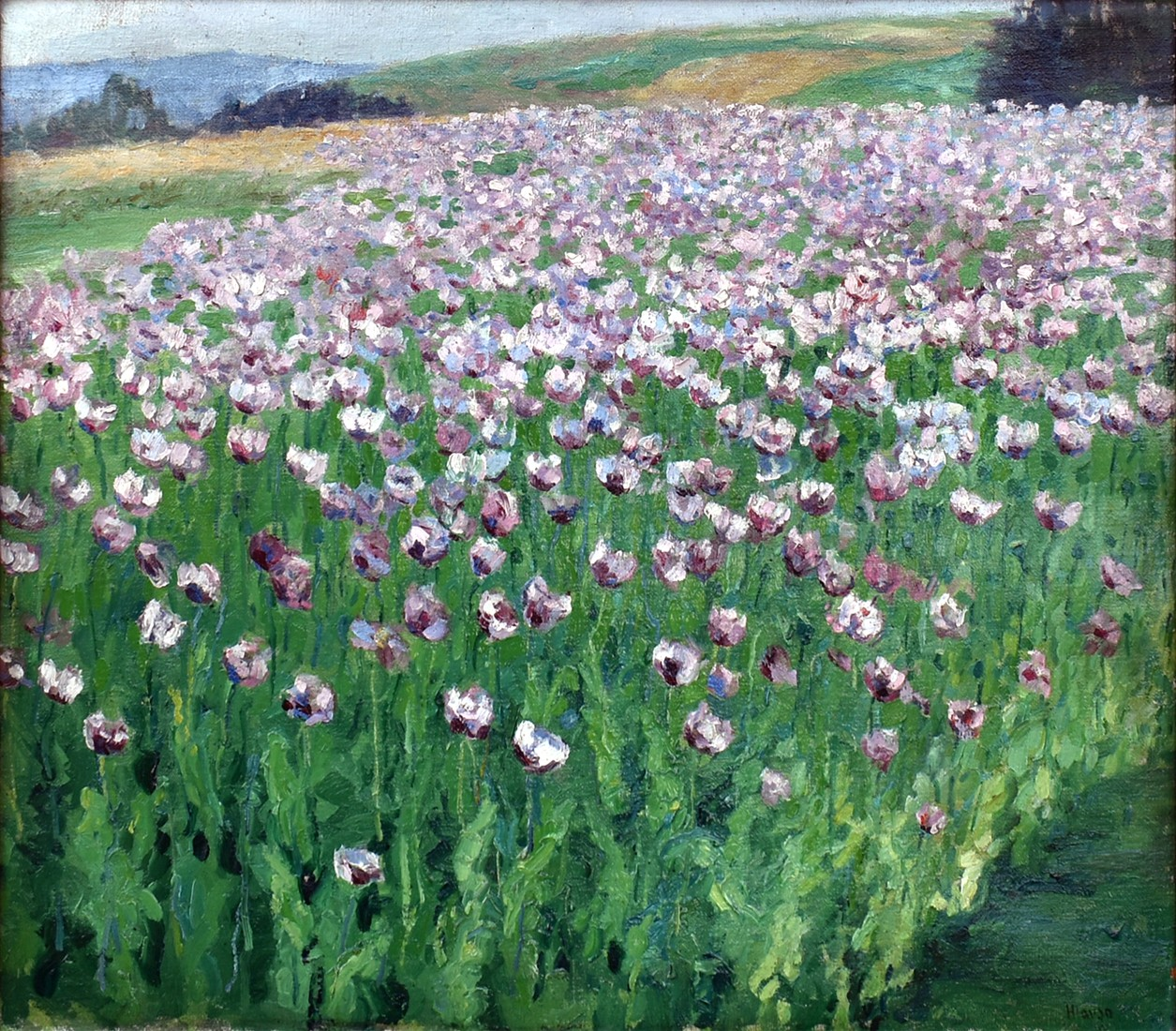
Oldřich Hlavsa - Máky